# El Escorial
Tu viện vương thất San Lorenzo de El Escorial nằm ở thị trấn San Lorenzo de El Escorial, 45 km về phía Tây Bắc của thủ đô Madrid, Tây Ban Nha. Đây là tu viện, lăng mộ, cung điện, bảo tàng, và trường học vương thất, từng là nơi cư trú của các vua Tây Ban Nha. Công trình này được gọi tắt là El Escorial hoặc Escorial.
Công trình thể hiện quyền lực của chế độ quân chủ Tây Ban Nha và giáo hội công giáo La Mã thế kỷ 16, 17. Ban đầu, tu viện hoàng gia này thuộc sở hữu của nhóm tu sĩ Hieronymite dòng St Augustine. Sau đó, vua Tây Ban Nha Philip II mời kiến trúc sư Juan Bautista de Toledo tham gia để thiết kế một khu phức hợp ở El Escorial để kỷ niệm chiến thắng năm 1557 của Tây Ban Nha tại St. Quentin, biến nó trở thành trung tâm của đạo Kitô ở Tây Ban Nha và ngăn chặn sự lan rộng của đạo Tin lành.
Năm 1984, Tu viện hoàng gia San Lorenzo de El Escorial được UNESCO ghi vào danh sách di sản thế giới.

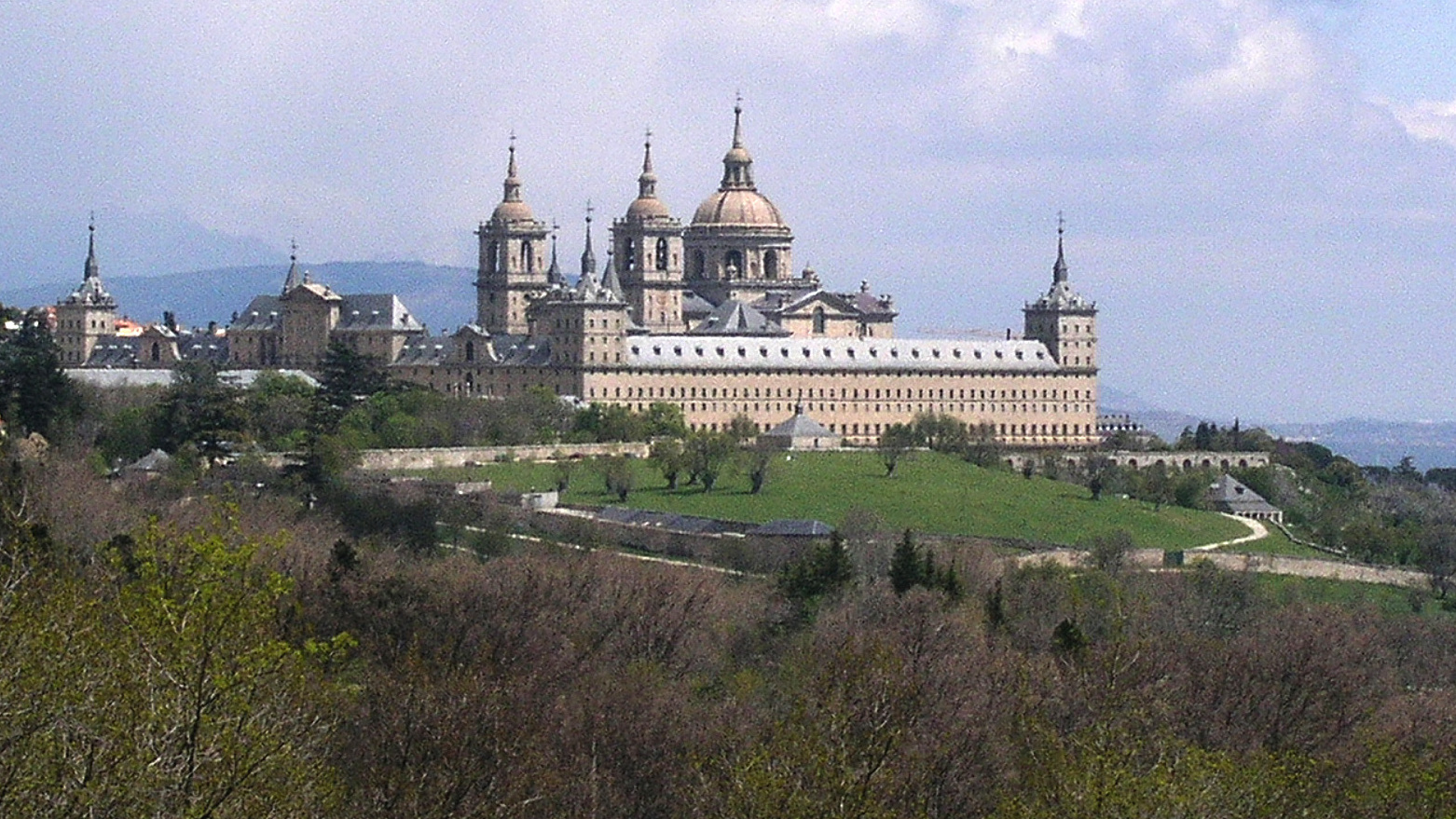
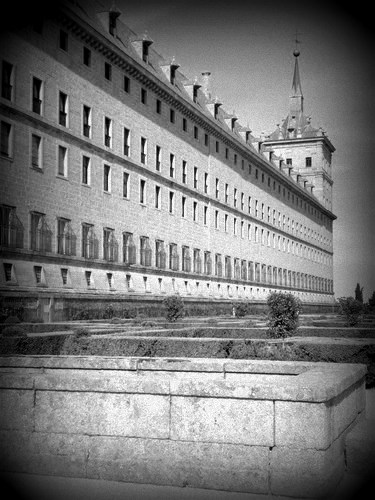
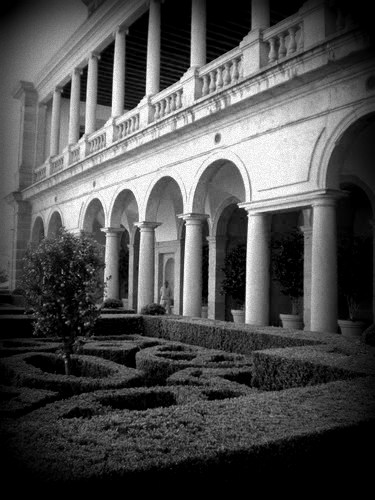
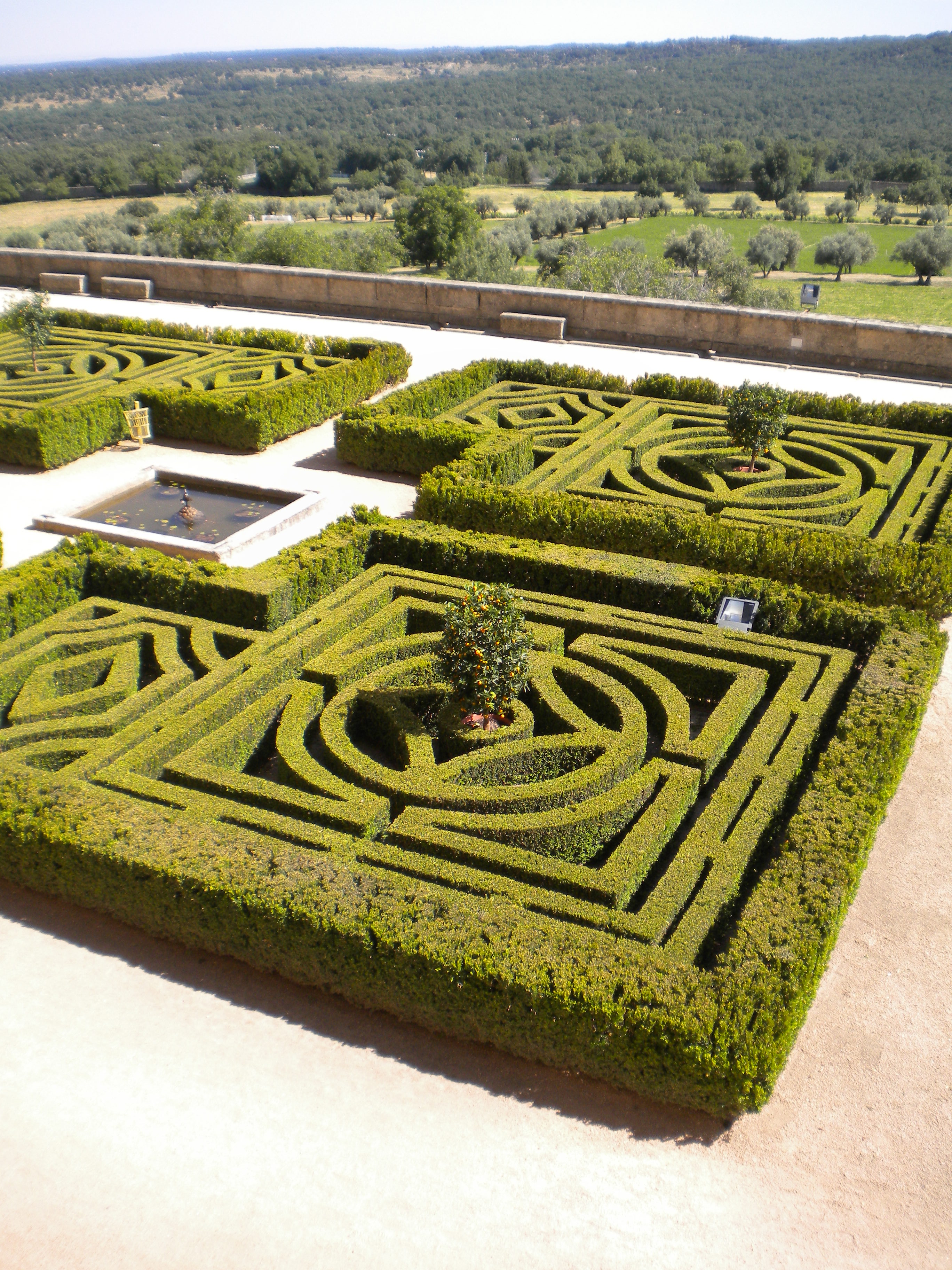
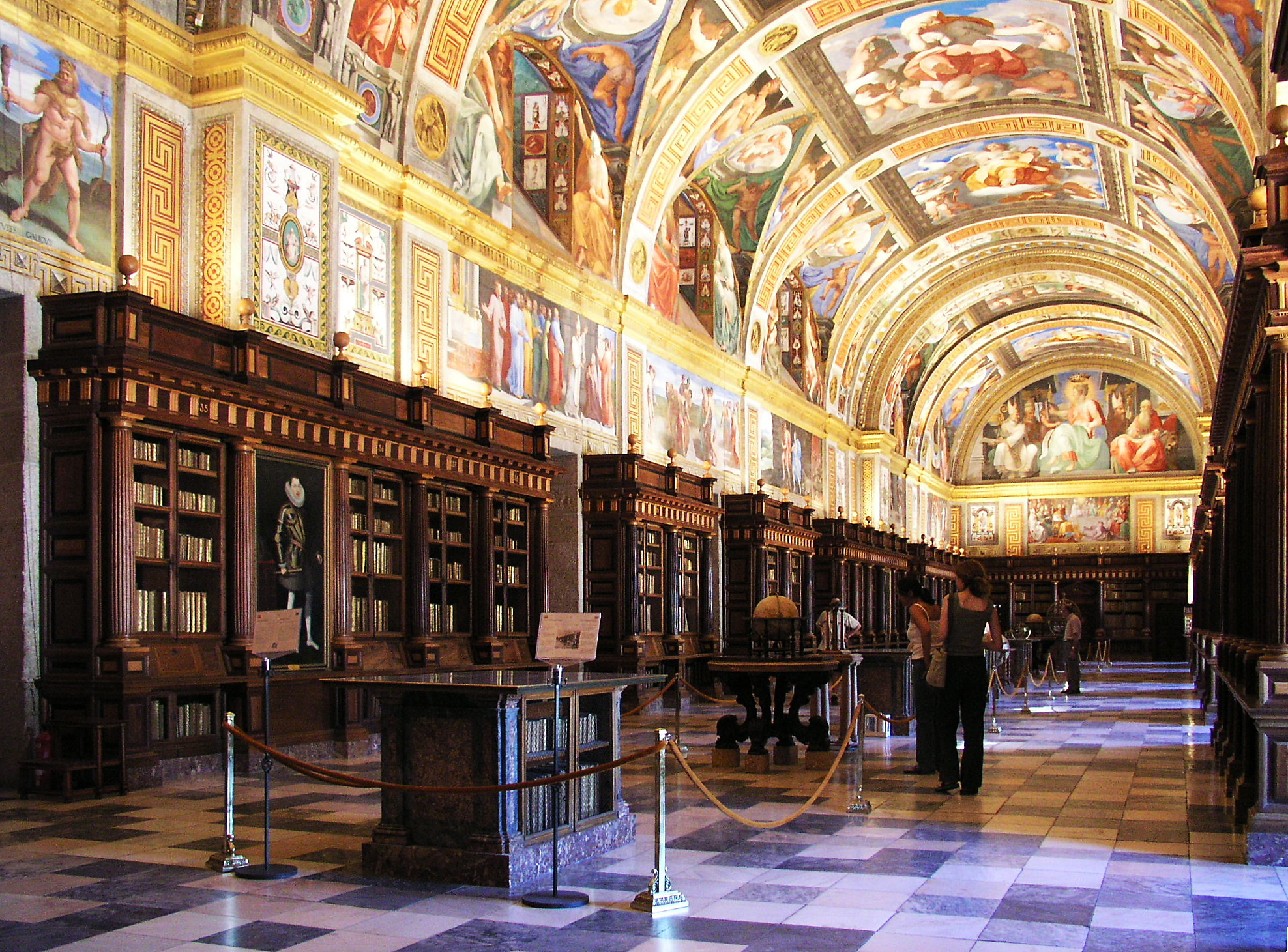
Thư viện El Escorial
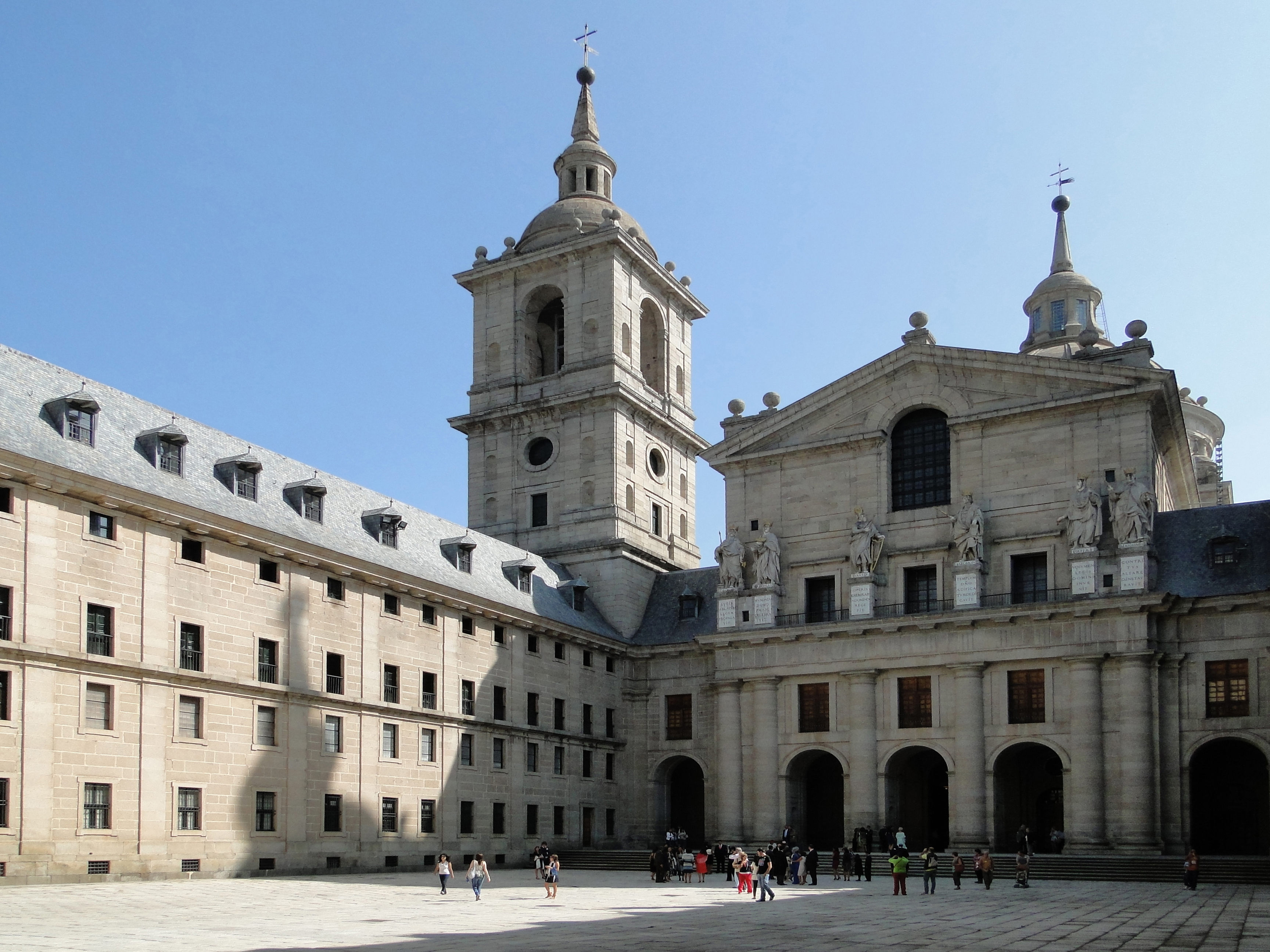
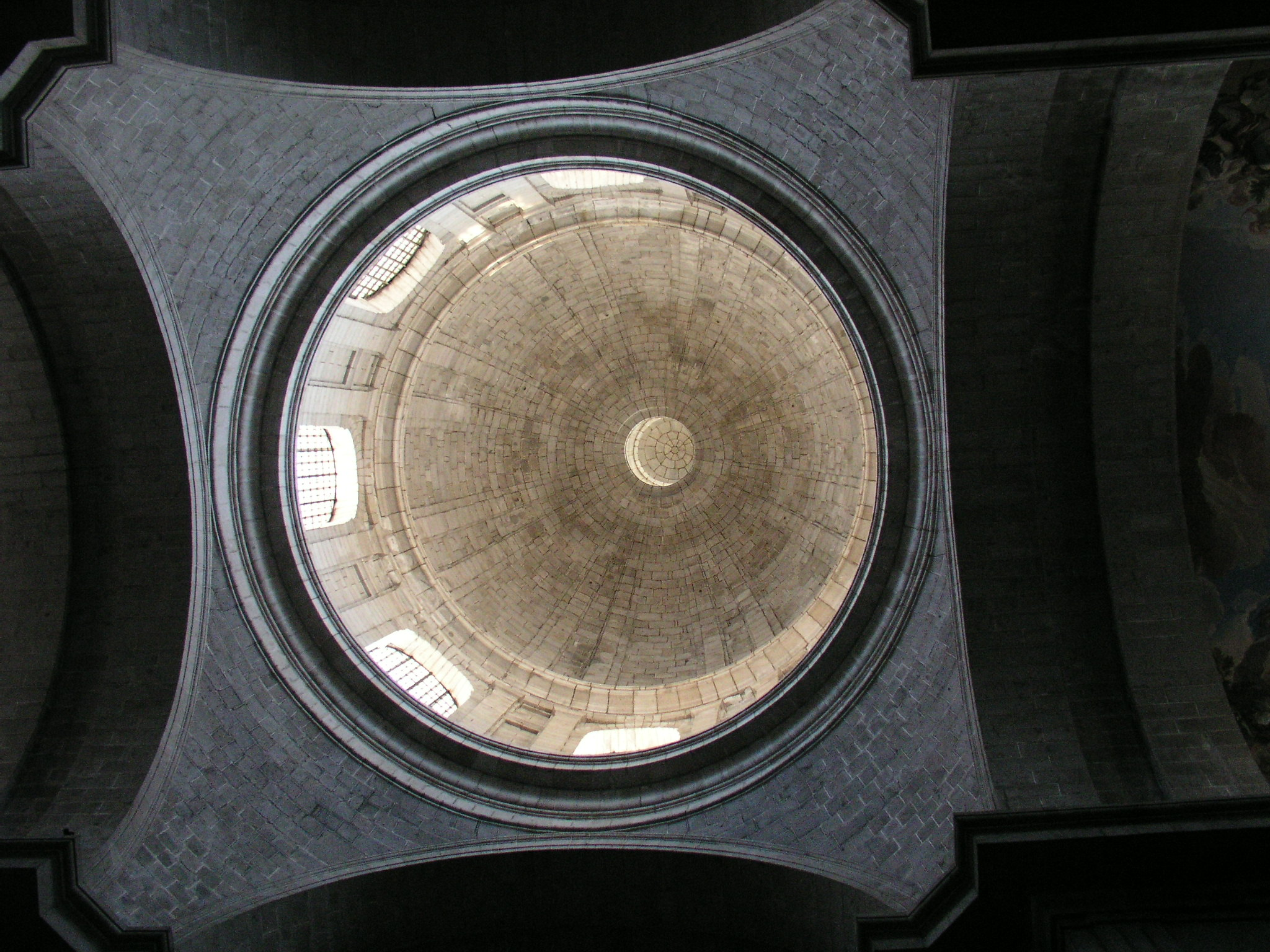
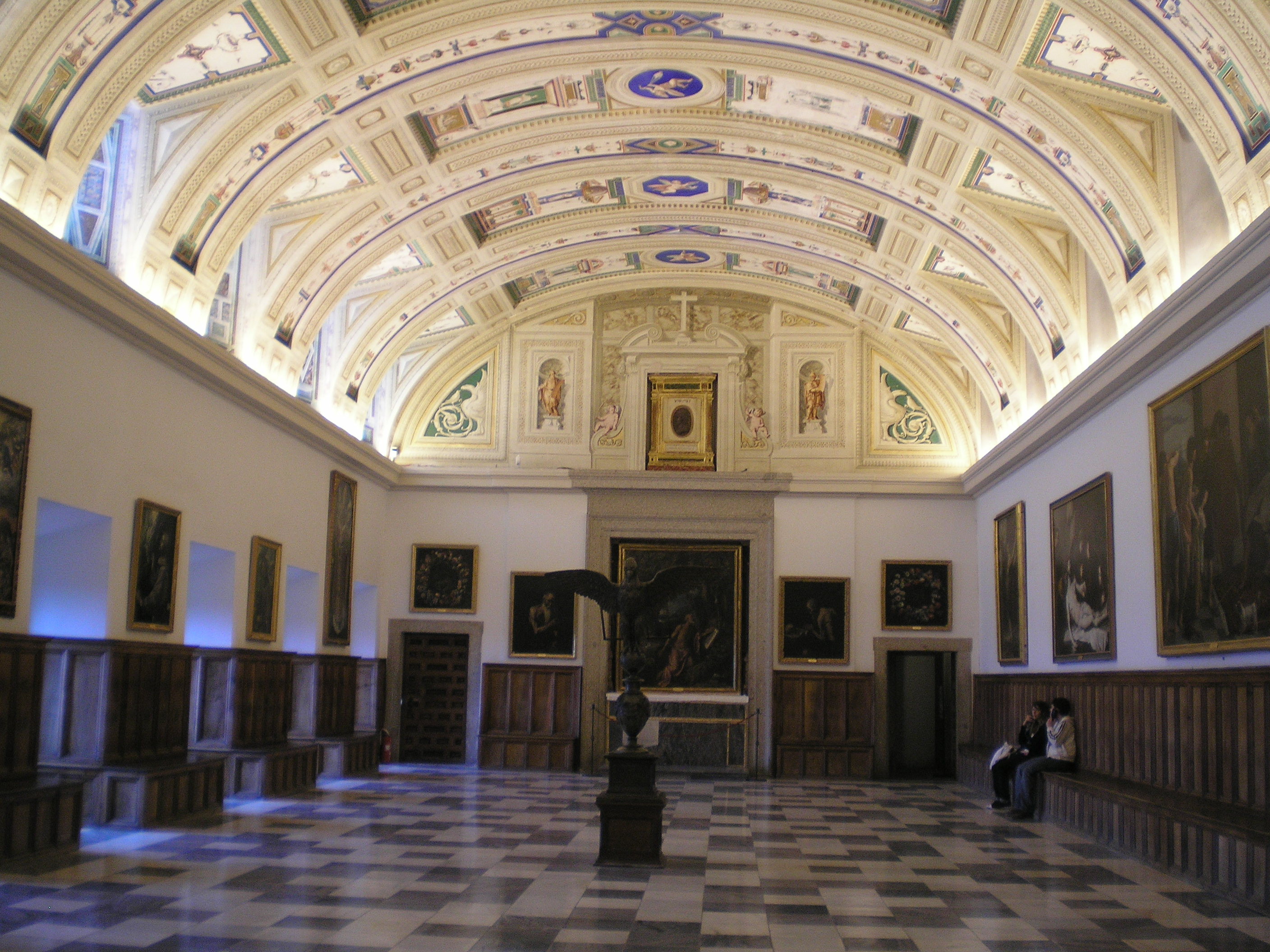

## Kiến trúc
Quần thể kiến trúc này được xây dựng từ năm 1563 bởi Juan Bautista de Toledo và hoàn thành năm 1584 bởi Juan de Herrera (học trò của Toledo) mang phong cách kiến trúc truyền thống Tây Ban Nha thời kỳ Phục Hưng.
Sau khi hoàn thành, nơi đây là lăng mộ hoàng gia, nơi chôn cất của hầu hết các vị vua Tây Ban Nha như: Carlos I, Felipe II, Felipe III, Felipe IV, Carlos II, Luis I, Carlos III, Carlos IV, Fernando VII, Isabel II, Alfonso XII, và Alfonso XIII.
El Escorial nằm ở chân núi Abantos trong Sierra de Guadarrama, là một nơi ảm đạm, vì vậy tu viện mang vẻ bên ngoài khắc khổ, trông giống như là một pháo đài hơn là một tu viện, cung điện. Công trình được xây dựng bằng đá granit xám được khai thác ở gần tu viện.
Quy mô của công trình được xây dựng gần giống với một sân bóng lây cơ sở từ đền thờ Salomon, thiết kế phổ biến thời Byzantine và Ả Rập. Tòa nhà cao 55 m, dài 224 m và rộng 153 m với 4 tháp canh hình vuông ở các góc, cung điện hoàng gia ở phía Đông. Bên trong tu viện là nhà thờ, trường học Hoàng gia Cambridge, bệnh viện, thư viện nằm ở hai bên các khoảng sân rộng, hành lang dẫn vào nhà thờ Nhà thờ San Lorenzo el Real, thánh đường chính El Escorial có một mái vòm tròn nổi bật, hai bên là tượng David và Solomon.
El Escorial là một bảo tàng nghệ thuật khổng lồ với những kiệt tác của Titian, Tintoretto, El Greco, Velázquez, Roger van der Weyden, Paolo Veronese, Alonso Cano, José de Ribera, Claudio Coello. Thư viện ở El Escorial có sàn bằng đá cẩm thạch, những kệ bằng gỗ chứa hơn 40.000 bản thảo vô giá, trần và tường của thư viện là các bức bích họa mô tả nghệ thuật của Pellegrino Tibaldi

## Các công trình
- Vương cung thánh đường cùng lăng mộ các vua.
- Lăng mộ của các hoàng tử (lăng mộ bằng đá cẩm thạch trắng)
- Sân Patio de los Reyes
- Palacio de los Austrias (nhà ở của các vị vua)
- Sân Patio de los Mascarones
- Hall Battles (nơi có các bức bích họa các trận đánh của San Quintin và Higueruela)
- Alcoba del Rey (phòng ở của Philip II)
- Nhà thờ San Lorenzo el Real (nhà thờ mang kiến trúc Gothic nằm ở trung tâm của El Escorial)
- Thư viện El Escorial
- Bảo tàng El Escorial
- Vườn El Jardin de los Frailes
- Casa de la Compaña